# Гимилькон (217 г. до н.э.)
Гимилькон — карфагенский полководец, командовавший флотом Гасдрубала Барки в Испании в 217 г. до н.э. Он был атакован Гнеем Корнелием Сципионом Кальвом в устье Эбро и разбит, от 35 до 40 кораблей были захвачены римлянами, а остальные с трудом бежали.